# Schuldturm w Norymberdze
Wieża dłużników – gotycka brama, znajdująca się w Norymberdze, umieszczona w ciągu przedostatniego pierścienia średniowiecznych murów miejskich. Po zbudowaniu następnego pierścienia murów obronnych w XIV wieku, brama znalazła się w środku starego miasta na wyspie Schütt. Brama znajduje się nad rzeką Pegnitz przy moście Heubrücke. Nazwa wywodzi się od trzymania w tej wieży uwięzionych tam dłużników.

## Źródła
- Wiltrud Fischer-Pache: Schuldturm. In: Michael Diefenbacher, Rudolf Endres (Hrsg.): Stadtlexikon Nürnberg. 2., verbesserte Auflage. W. Tümmels Verlag, Nürnberg 2000, ISBN 3-921590-69-8